# Scottish League Challenge Cup 1996/97
Der Scottish League Challenge Cup wurde 1996/97 zum 7. Mal ausgespielt. Der schottische Fußballwettbewerb, der offiziell als Challenge Cup ausgetragen wurde, begann am 8. August 1996 und endete mit dem Finale am 3. November 1996 im Broadwood Stadium von Cumbernauld. Der als Titelverteidiger antretende FC Stenhousemuir schied bereits in der 1. Runde gegen den FC Dundee aus. Im diesjährigen Finale konnte der FC Stranraer den Titel gegen den FC St. Johnstone gewinnen. Am Wettbewerb nahmen die Vereine der Scottish Football League teil.

## 1. Runde
Ausgetragen wurden die Begegnungen zwischen dem 8. und 10. August 1996.
|                     | Ergebnis        |                       |
| ------------------- | --------------- | --------------------- |
| FC Dundee           | 3:0             | FC Stenhousemuir      |
| Hamilton Academical | 2:1             | FC St. Mirren         |
| Albion Rovers       | 1:2 n. V.       | FC St. Johnstone      |
| Alloa Athletic      | 3:3 (?:? i. E.) | FC Clyde              |
| FC Arbroath         | 2:3 n. V.       | Queen of the South    |
| Berwick Rangers     | 0:2             | FC Stranraer          |
| Brechin City        | 0:0 (?:? i. E.) | Stirling Albion       |
| FC Clydebank        | 0:0 (?:? i. E.) | FC East Stirlingshire |
| FC Cowdenbeath      | 0:2 n. V.       | FC Falkirk            |
| Forfar Athletic     | 0:4             | Greenock Morton       |
| FC Livingston       | 1:2             | Inverness CT          |
| FC Montrose         | 2:0             | FC Dumbarton          |
| Partick Thistle     | 3:1 n. V.       | FC Queen’s Park       |
| Ross County         | 0:4             | Ayr United            |

## 2. Runde
Ausgetragen wurden die Begegnungen zwischen dem 26. und 28. August 1996.
|                  | Ergebnis |                       |
| ---------------- | -------- | --------------------- |
| Ayr United       | 0:4      | FC St. Johnstone      |
| Airdrieonians FC | 0:2      | FC Dundee             |
| FC East Fife     | 2:0      | FC Falkirk            |
| FC Montrose      | 2:1      | FC East Stirlingshire |
| Greenock Morton  | 2:1      | Queen of the South    |
| Partick Thistle  | 2:1      | Hamilton Academical   |
| Stirling Albion  | 3:1      | Inverness CT          |
| FC Stranraer     | 2:1      | FC Clyde              |

## Viertelfinale
Ausgetragen wurden die Begegnungen am 10. September 1996.
|                 | Ergebnis |                  |
| --------------- | -------- | ---------------- |
| FC Dundee       | 1:5      | FC St. Johnstone |
| FC East Fife    | 0:1      | FC Stranraer     |
| Greenock Morton | 2:1      | Partick Thistle  |
| Stirling Albion | 1:3      | FC Montrose      |

## Halbfinale
Ausgetragen wurden die Begegnungen am 2. und 8. Oktober 1996.
|                  | Ergebnis |                 |
| ---------------- | -------- | --------------- |
| FC Stranraer     | 3:0      | Greenock Morton |
| FC St. Johnstone | 4:2      | FC Montrose     |

## Finale
| FC Stranraer                                                              | FC Stranraer | FC St. Johnstone | FC St. Johnstone |
| ------------------------------------------------------------------------- | --- | --- | ---------------- |
| FC Stranraer                                                              | \| Finale \| \| 3. November 1996 um 15:00 Uhr Ortszeit in Cumbernauld (Broadwood Stadium) \| \| Ergebnis: 1:0 (?:?) \| \| Zuschauer: 5.522 \| \| Schiedsrichter: Kenny Clark \| \| Spielbericht \|                                                       | \| Finale \| \| 3. November 1996 um 15:00 Uhr Ortszeit in Cumbernauld (Broadwood Stadium) \| \| Ergebnis: 1:0 (?:?) \| \| Zuschauer: 5.522 \| \| Schiedsrichter: Kenny Clark \| \| Spielbericht \|                            | FC St. Johnstone |
| FC Stranraer                                                              | Barney Duffy – Graham Duncan, Tom Black (??. Derek Crawford), Jim Hughes, Tony Gallagher (??. John Robertson) – John McCaffrey, Tommy Sloan, Alan Lansdowne – Gordon Young (??. John McMillan), Ian McAuley, Robert Docherty Cheftrainer: Campbell Money | Alan Main – John McQuillan, Allan Preston, Attila Sekerlioglu (??. Peter Fyhr), Jim Weir – Danny Griffin, Steve Tosh, John O’Neil, Roddy Grant – Ian Ferguson (??. Gary Farquhar), Leigh Jenkinson Cheftrainer: Paul Sturrock | FC St. Johnstone |
| FC Stranraer                                                              | 1:0 Tommy Sloan (??.) | | FC St. Johnstone |
| Finale                                                                    | | |                  |
| 3. November 1996 um 15:00 Uhr Ortszeit in Cumbernauld (Broadwood Stadium) | | |                  |
| Ergebnis: 1:0 (?:?)                                                       | | |                  |
| Zuschauer: 5.522                                                          | | |                  |
| Schiedsrichter: Kenny Clark                                               | | |                  |
| Spielbericht                                                              | | |                  |